# 北塔山湖
北塔山湖，也称北塔山盐池，位于中华人民共和国新疆维吾尔自治区昌吉回族自治州奇台县东北部、北塔山南麓的一座咸水湖，地处准噶尔-东天山褶皱系中、新生代山间断陷盆地内，是新疆生产建设兵团第六师北塔山牧场所在地。湖水主要依赖季节性融雪和降水补给形成的泉流补给，湖泊于20世纪50年代基本变为沼泽，现大部分干涸成为盐漠，仅存东部盐池，面积约30平方千米，该盐池在天地图中被标注为“塔勒克钦圆湖”。北塔山湖是新疆工业用盐的重要产地。